# اوبر ایتس
اوبر ایتس (انگلیسی: Uber Eats) شرکت سفارش غذای آمریکایی است، که در سال ۲۰۱۴ توسط شرکت اوبر تأسیس شد.